# Me han dicho que te casas / Cantando por el mundo
Me han dicho que te casas / Cantando por el mundo es un sencillo de Los Gatos, una de las primeras bandas de rock argentinas, lanzado en 1970 bajo el sello discográfico chileno DICAP.

## Lista de canciones
| Lado A |                             |          |  |
| N.º    | Título                      | Duración |  |
| 1.     | «Me han dicho que te casas» |          |  |

| Lado B |                         |        |          |  |
| N.º    | Título                  | Música | Duración |  |
| 2.     | «Cantando por el mundo» |        |          |  |